# Reynolda House Museum of American Art
La Reynolda House Museum of American Art exhibeix una col·lecció d'art americà que van des del període colonial fins al present. Construït el 1917 per Katharine Smith Reynolds i el seu marit RJ Reynolds, fundador de la Companyia de Tabacs R. J. Reynolds Tobacco Company, la casa originalment ocupava el centre d'una finca de 4,32 km². Es va obrir al públic com una institució dedicada a les arts i l'educació el 1965, i com un museu d'art el 1967. La casa té una de les millors col·leccions del país de pintures americanes. Es troba a Winston-Salem, a Carolina del Nord.

## Obres destacades

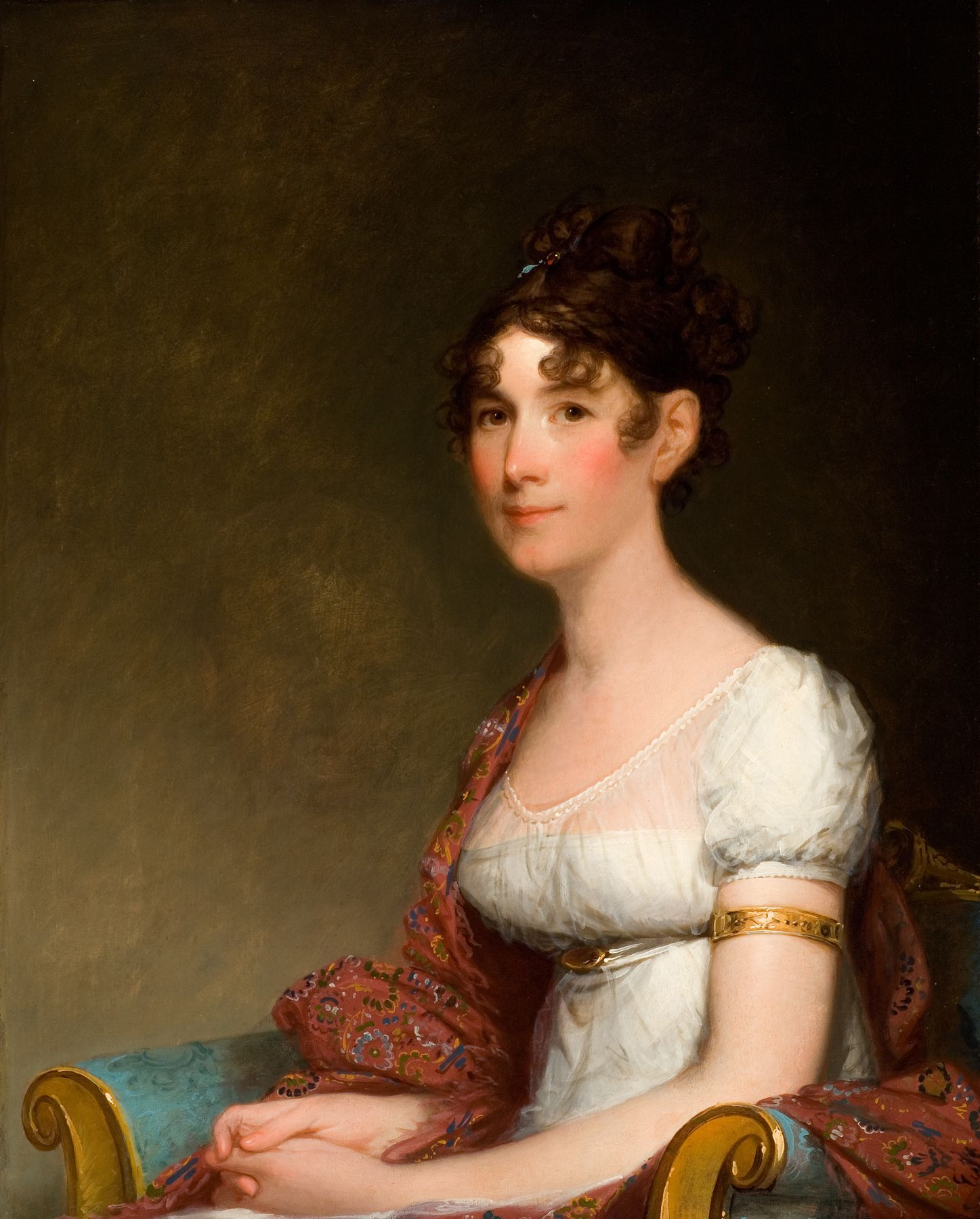
Gilbert Stuart, Mrs. Harrison Gray Otis, 1809
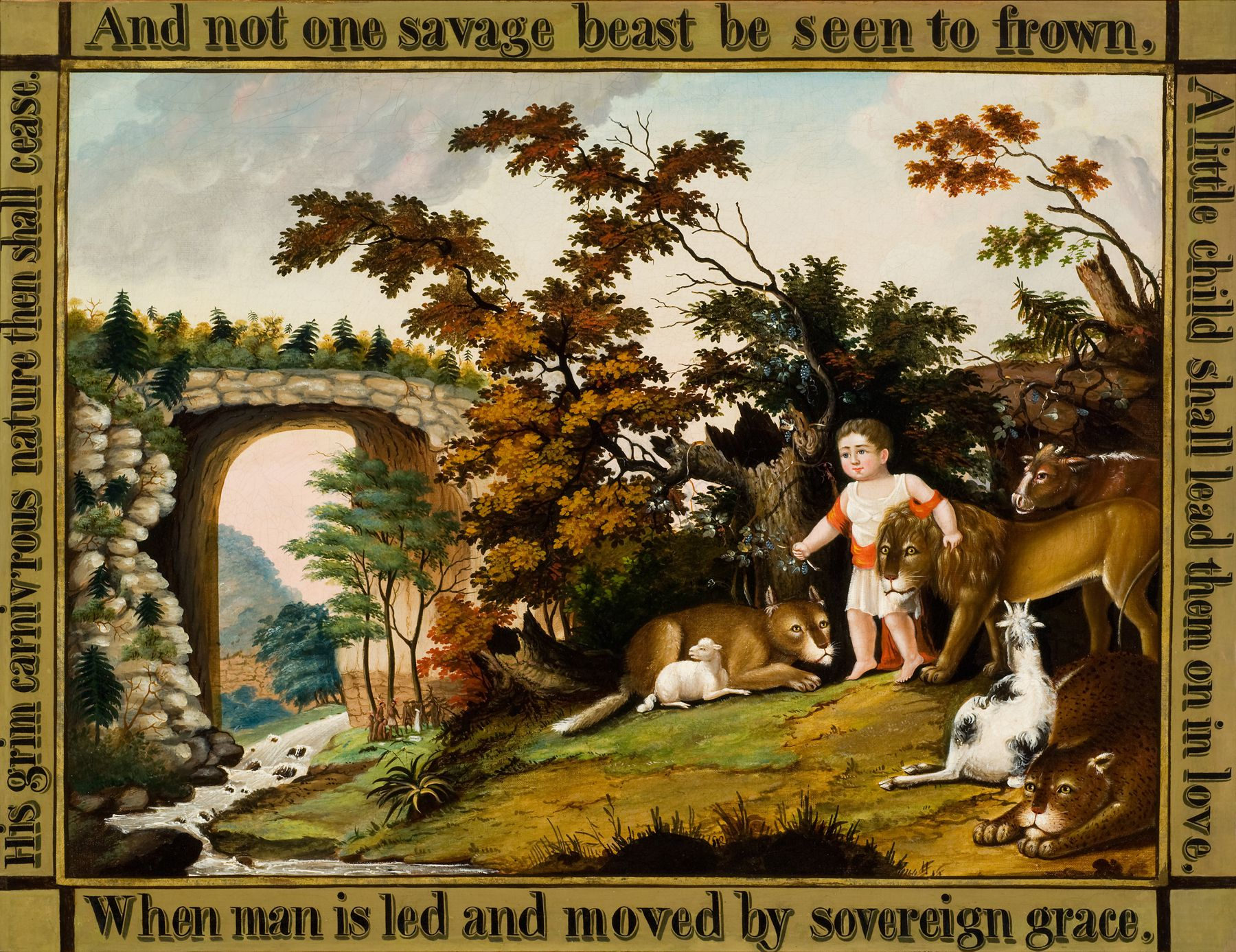
Edward Hicks, Peaceable Kingdom of the Branch, c. 1826-30
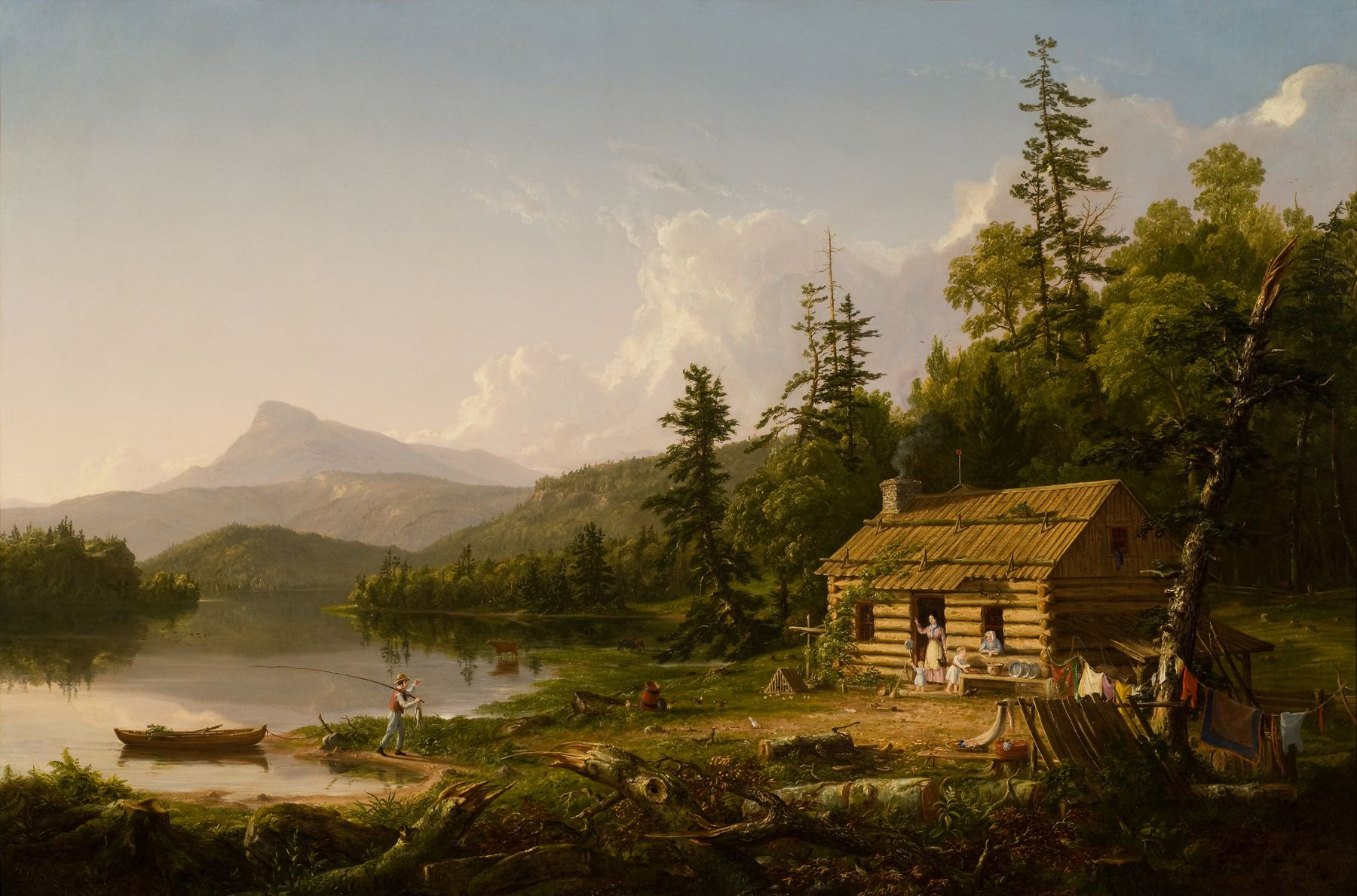
Thomas Cole, Home in the Woods, 1847
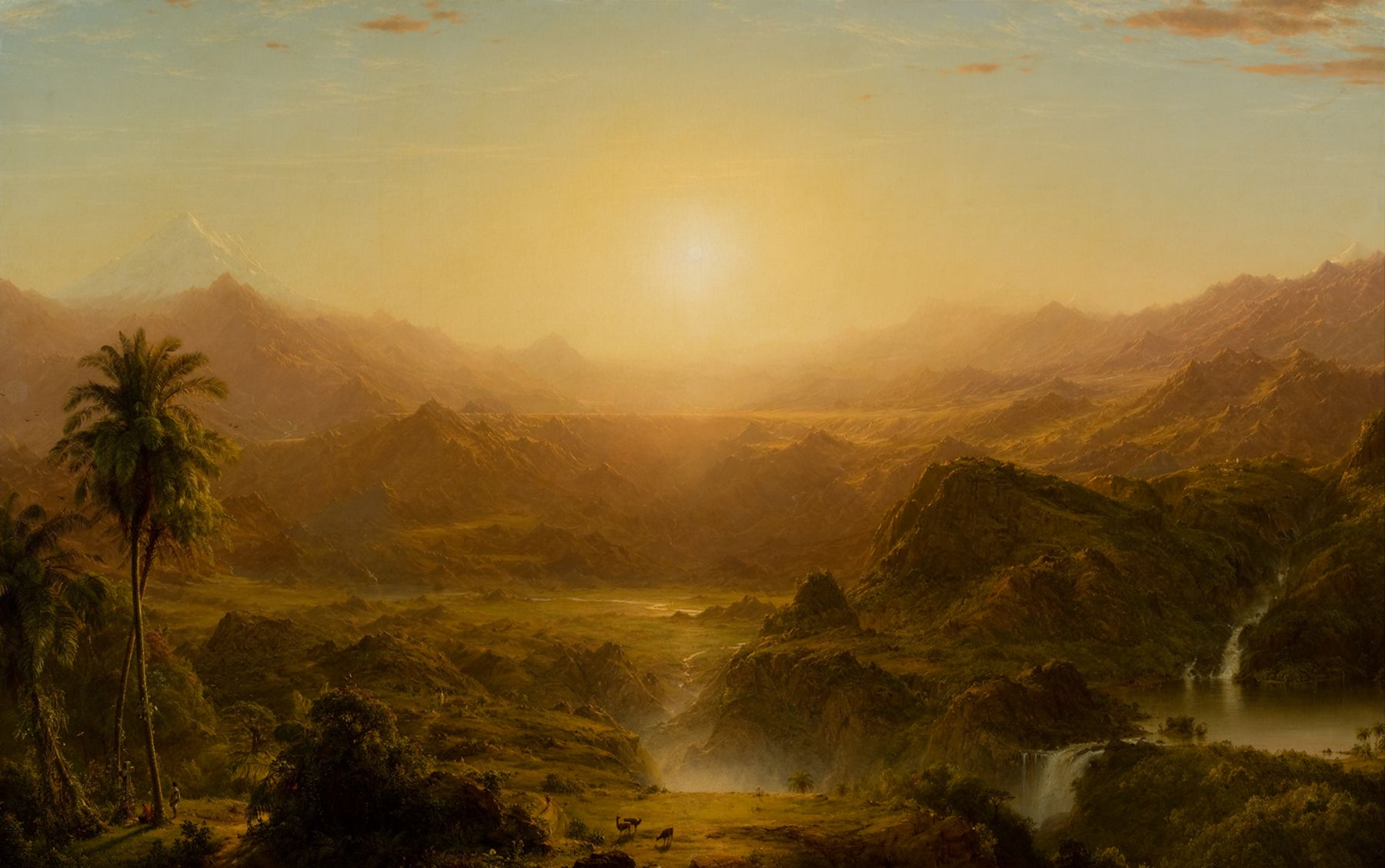
Frederic Church, The Andes of Ecuador, 1855
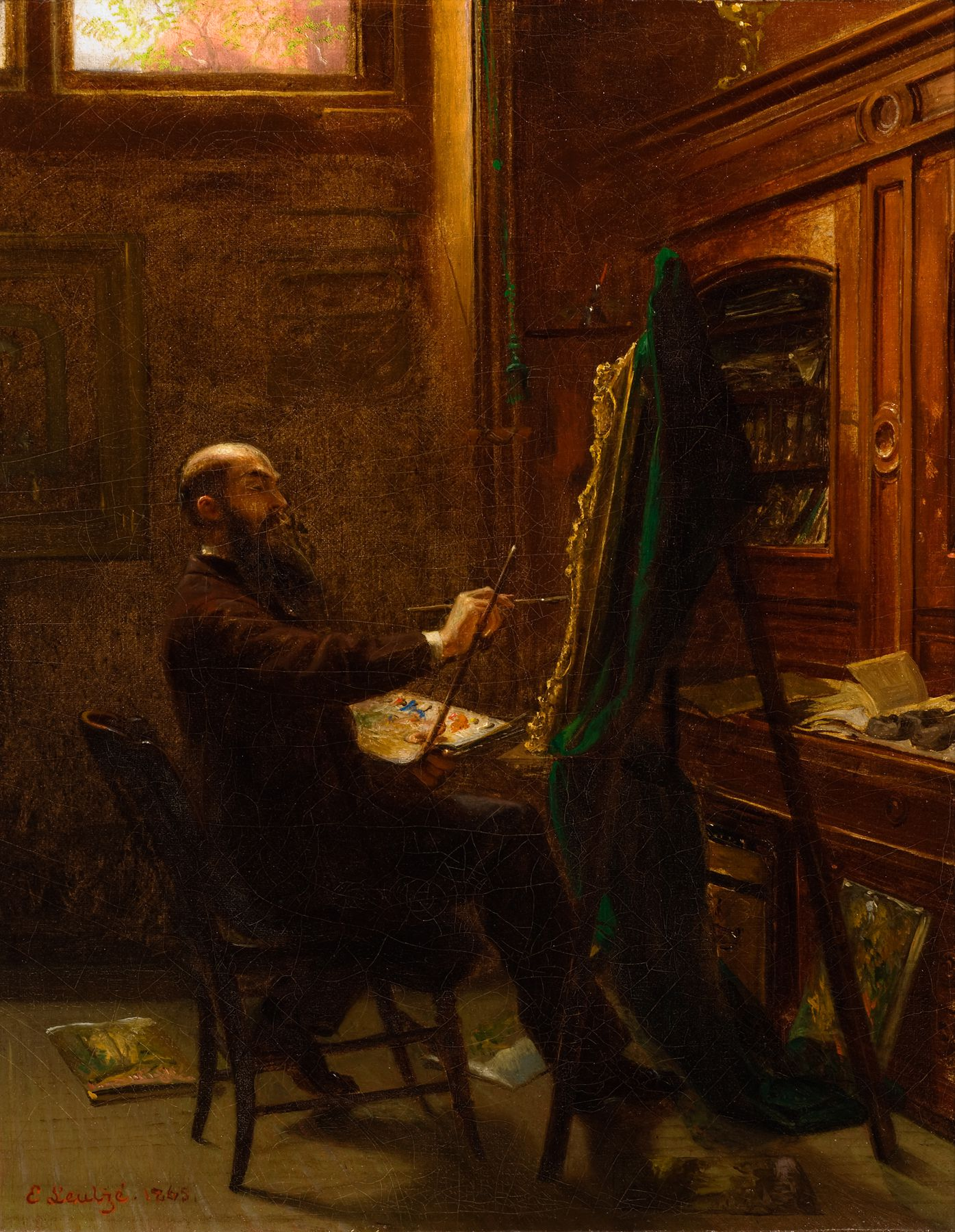
Emanuel Leutze, Worthington Whittredge in His Tenth Street Studio, 1865
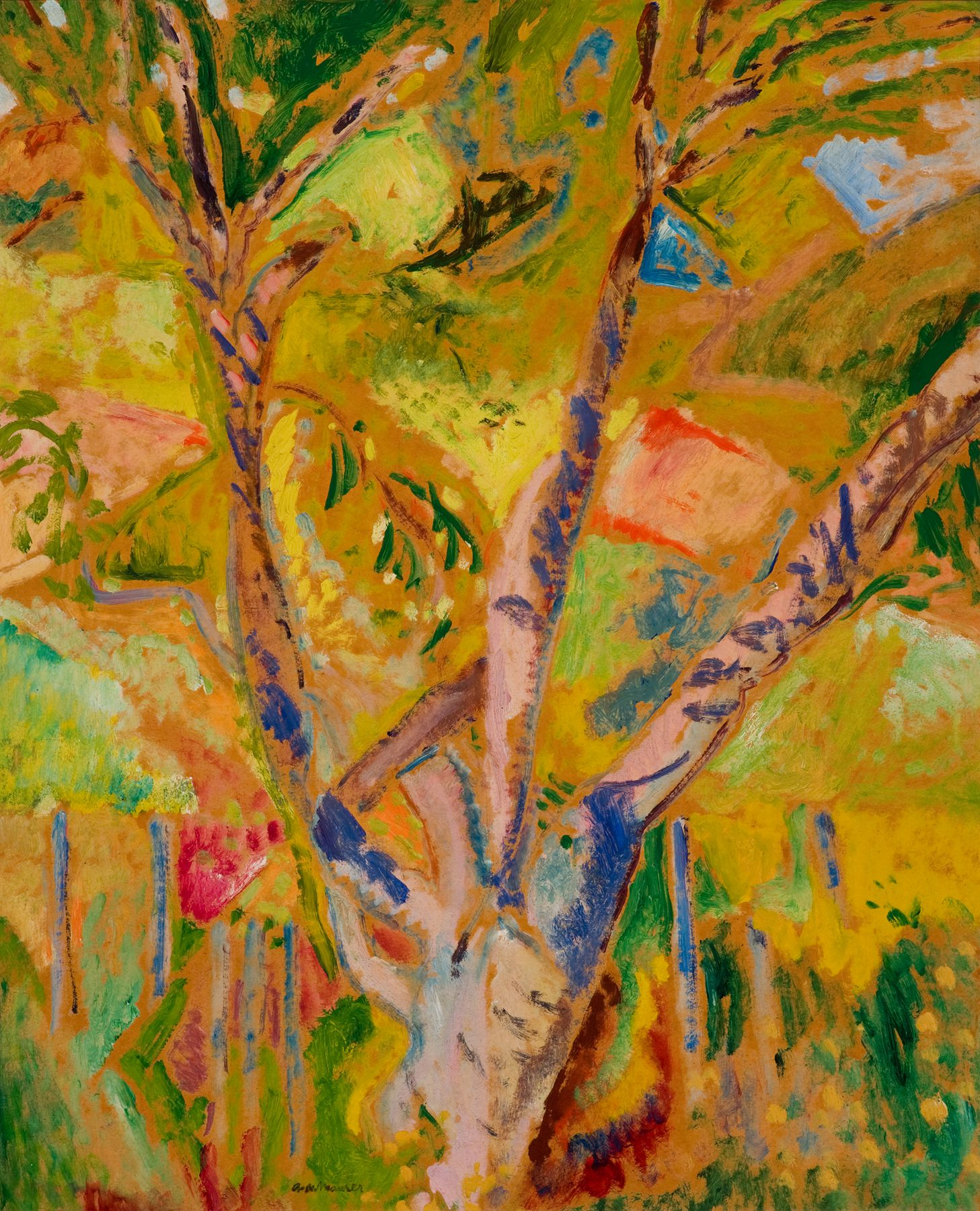
Alfred Henry Maurer, Landscape of Provence, c. 1912-1922